# 恋愛結婚
恋愛結婚（れんあいけっこん）は、恋愛を経た婚姻の事。しばしば見合い結婚と対比されて使われる。

## 概要
第二次世界大戦前の日本では、結婚は家と家との結びつきであるとされ、家長の意向による結婚が多かった（家制度も参照）。結婚とは、妻が嫁として夫の家に入る事であった。
戦後はロマンチック・ラブの浸透により、見合いであっても、本人の意向を無視した、双方の家の意向にのみ基づいた結婚は忌避され、夫婦の間の愛情をもった繋がりが強調されていった。現代では恋愛結婚が多く、見合い結婚であっても夫婦間の性愛の要素を含んだ愛情が前提となっている。日本では、見合い結婚の機会が減少している。こうした風潮が、晩婚化・非婚化を招いているという指摘もある。一部の職種（警察官・自衛官）や田舎では、結婚していない一人者は「社会人として問題がある」という価値観が存在するため、見合いの場が設けられる。